# Hey, Marcha la Sich
Hey, Marcha la Sich (en ucraniano Гей, Січ іде, красен мак цвіте - romanizado Hey, Sich ide, Krasen mak tsbite) es una canción folclórica de Ucrania, cuya letra es un poema del escritor Iván Frankó con música tradicional folclórica

## Historia
El poeta ucraniano Iván Frankó escribió este poema en 1905, al cual adaptó la melodía a ritmo de marcha, tradicional de la región de Galizia. 
La pieza musical habla de la Sich de Zaporizhia, el mando en autoridad de los Cosacos de Zaporizhia.

## Texto original
*Гей, Січ іде, красен мак цвіте,
Кому прикре наше діло –
Нам воно святе!
*Гей, Січ іде, топірцями брень,
Кому люба чорна пітьма,
А нам ясний день!
'"'*Гей, Січ іде, мов пчола, гуде,
Разом руки, разом серця –
То й гаразд буде!
*Гей, Січ іде, підківками брязь,
В нашій хаті наша воля,
А всім зайдам – зась!

### Traducción al español
El Dr. Fabián Abdala Marzá, residente de ña ciudad de Kiev y profesor de la Universidad Taras Shevchenko, ha traducido el poema de Iván Frankó para su proyecto de difusión de la música y cultura de Ucrania
*¡Hey, marcha la Sich,
La amapola roja florece!
Hay a quienes nuestra empresa molesta,
Para nosotros es sagrada. 
*Hey, marcha la Sich,
Como susurra la abeja,
Juntas las manos, juntos los corazones,
Todo concluirá bien. 
*¡Hey, marcha la Sich,
Crujen las pequeñas hachas!
¡Hay quienes aman la oscuridad sombría,
Nosotros, amamos la claridad del día!